# Korvajärvi
Korvajärvi är en sjö i Finland. Den ligger i kommunen Ranua i landskapet Lappland, i den norra delen av landet, 700 km norr om huvudstaden Helsingfors. Korvajärvi ligger 192,2 meter över havet. Arean är 1,6 kvadratkilometer och strandlinjen är 5,23 kilometer lång. Sjön  ingår i Simo älvs huvudavrinningsområde. 